# Velingrad
Velingrad (bulgariska Велинград) är en stad i Bulgarien och hade 22 500 invånare i slutet av 2011. Den är belägen i Chepinodalen i Rodopibergen. Orten är populär som badort vid behandling av sjukdomar. Här anordnades världsmästerskapen i skidorientering 1977.